# Nhà Goethe

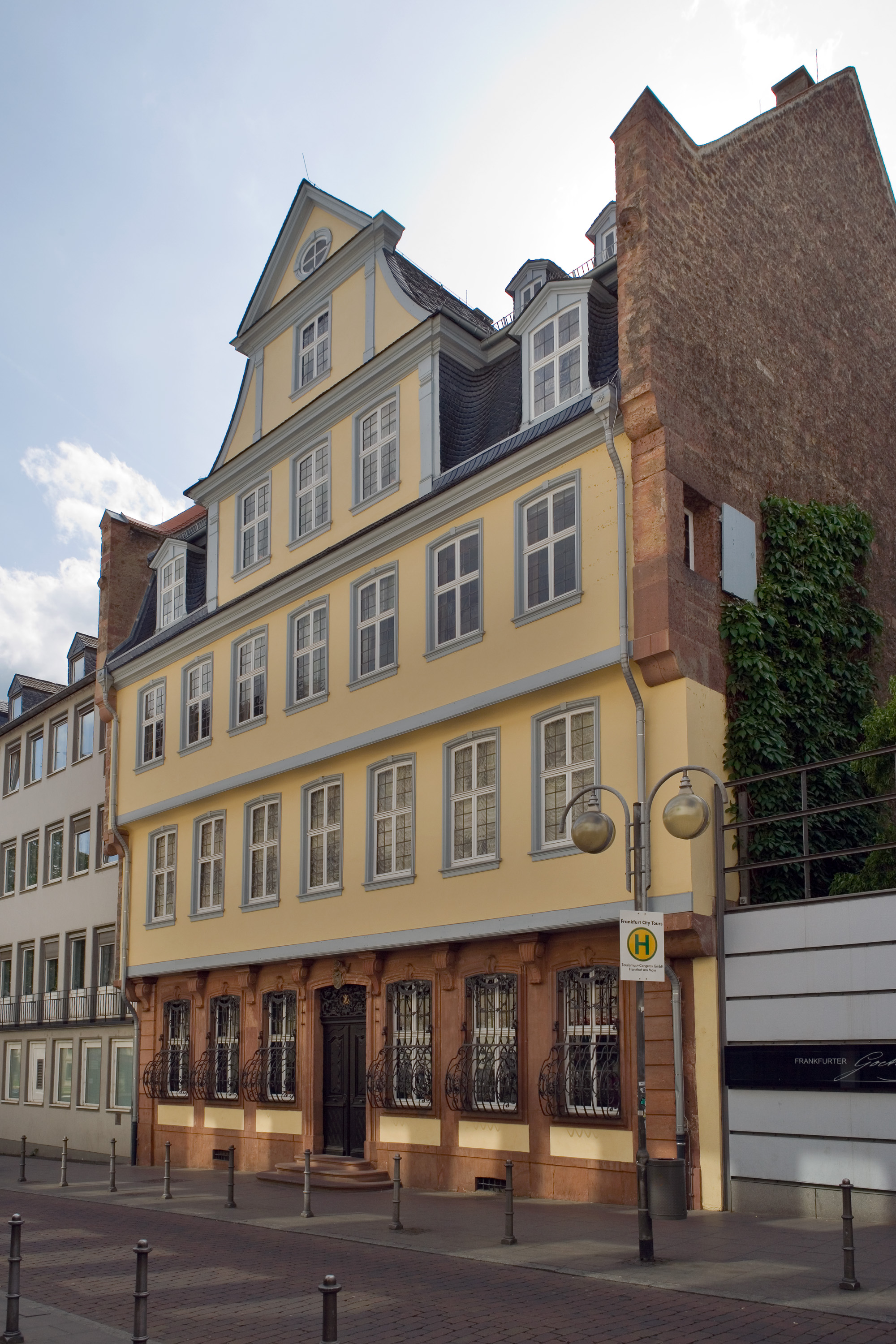
Nơi sinh của Goethe, ở số 23 Großer Hirschgraben, Frankfurt am Main

Nhà Goethe là nơi ở của một nhà văn, nay là viện bảo tàng, tọa lạc ở quận Innenstadt của Frankfurt am Main, Đức.
Căn nhà ban đầu là nơi cư ngụ của các thành viên gia đình Goethe, nổi bật nhất là đại thi hào Johann Wolfgang von Goethe, cho đến năm 1795. Johann Wolfgang được sinh ra tại đây vào năm 1749. Cha mẹ của ông, Johann Caspar Goethe, một luật sư, và Katherine Elizabeth Textor, con gái của thị trưởng (Bürgermeister) Frankfurt. Johann Wolfgang sống ở đây cùng với em gái của mình, Cornelia, đến năm 1765, khi ông chuyển đến Leipzig để học Luật, nhưng thỉnh thoảng vẫn trở về. Về sau, khoảng đời thơ ấu của Goethe tại đây được ông mô tả trong cuốn tự truyện  Aus Meinem Leben: Dichtung und Wahrheit  (Tạm dịch: Cuộc đời của tôi,Thơ và Thật), (1811-1833), như sau:
"Ngày 28 tháng Tám, 1749, vào giữa ngày, khi đồng hồ đánh mười hai tiếng, tôi đã được sinh ra trên đời, ở Frankfurt-am-Main. Tử vi của tôi đã thuận lợi: Mặt trời nằm ở dấu hiệu của Đức mẹ, và đã lên đến đỉnh điểm trong ngày; sao Mộc và sao Kim nhìn Mặt trời với con mắt thiện cảm và sao Thủy thì ngược lại; trong khi sao Thổ và sao Hỏa giữ mình không quan tâm thì mặt trăng đứng một mình, tròn vành, dùng sức mạnh của mình phản chiếu tất cả các nhiều hơn, như là cô ấy đã đi hết chu kì của mình.
Cô ấy phản đối chính mình mình, do đó, tôi sinh ra, mà không thể được thực hiện cho đến giờ này đã được thông qua."
Phô diễn sự hiểu biết rộng lớn và tài năng xuất chúng ngay từ khi còn nhỏ, Goethe viết Götz von Berlichingen (1773) và cuốn tiểu thuyết nổi tiếng đầu tiên của mình nỗi đau của chàng Werther (1774) tại ngôi nhà này, cũng như đặt nền móng cho quá trình nghiên cứu sau này về Faust. Ngày nay, du khách có thể chiêm ngưỡng những nghiên cứu trên trong bàn làm việc như thể chúng đã được sử dụng bởi Goethe để ghi chép những tác phẩm đầu tiên.

## Lịch sử

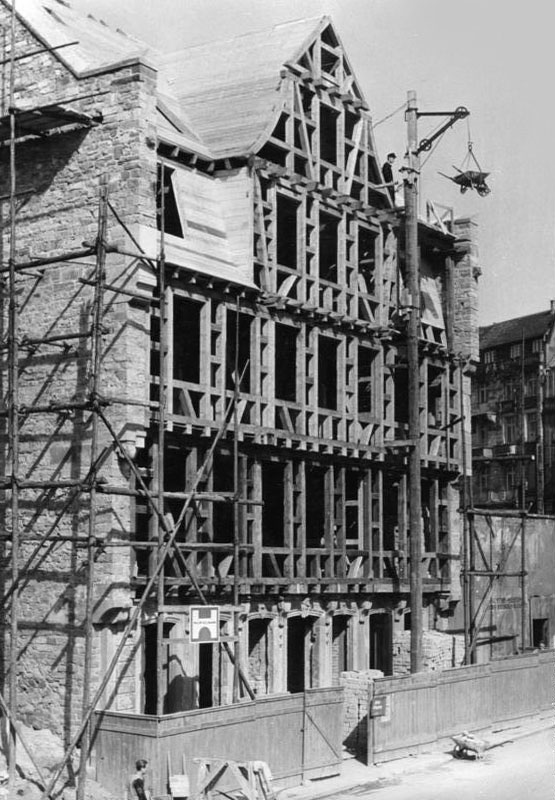
Công trình Nhà Goethe, tháng 5 năm 1949

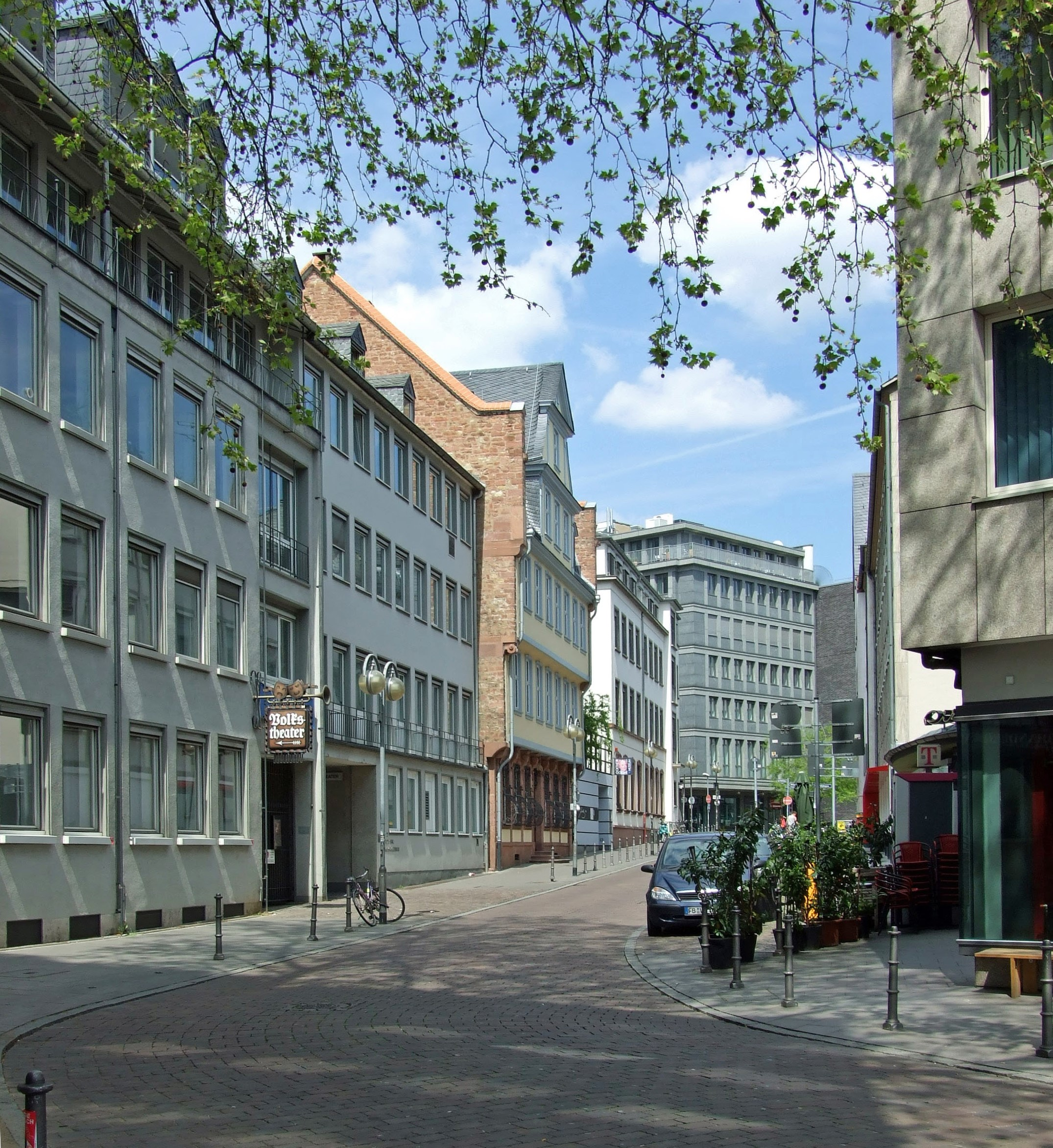
Grosser Hirschgraben với Nhà Goethe

Ngôi nhà được mua vào năm 1733 bởi bà của Goethe, Cornelia Goethe, chủ một nhà trọ. Thực tế, nơi đây ban đầu có tới hai tòa nhà, tồn tại từ những năm 1600 với kiến trúc gỗ mặt tiền điển hình thời trung cổ, đến năm 1755, khi cha Goethe tu sửa và hiện đại hóa chúng toàn diện, thành một khối duy nhất ta thấy ngày nay. Goethe viết trong cuốn tự truyện của mình rằng cha của ông đã rất cẩn thận để bảo vệ những đôi nhô của mặt tiền, mà không được cho phép, trong tòa nhà mới dưới mã số 1719 và 1749, nhấn mạnh rằng đó là một vườn của những cấu trúc hiện tại và không phải một công trình mới.
Sau khi gia đình Goethe chuyển đi vào năm 1795, ngôi nhà đã qua tay một vài người, cho đến khi nó được sở hữu năm 1863 bởi nhà địa chất Otto Volger (1822-1897), người đã phục chế ngôi nhà về nguyên trạng trước khi gia đình Goethe dời đi, và biến nó thành nơi kỉ niệm. Ngôi nhà đã bị phá hủy trong khi quân Đồng minh ném bom Frankfurt vào ngày 22 năm 1944, nhưng đã được phục dựng từ năm 1947 đến năm 1951, giống phiên bản gốc nhất có thể, từ kiểu dáng đến nội thất, cho người xem cái nhìn toàn diện hơn về một gia đình khá giả ở Frankfurt vào thế kỉ 18. Bên cạnh nó là Bảo tàng Goethe, mở cửa cho du khách song song với Nhà Goethe từ năm 1954, và gần đó là khu vực đã khai quật của khu dân cư Do Thái, nghĩa trang, tất cả mang đến một cái nhìn rõ hơn về Frankfurt xưa, cùng thời với Goethe. Ngôi nhà và bảo tàng có thể được truy cập với cùng một vé.